# Patrick Declerck
Pour les articles homonymes, voir Declerck.
Patrick Declerck, né le 18 novembre 1953 à Bruxelles, est psychanalyste, membre de la Société psychanalytique de Paris et écrivain. Dans ses ouvrages il s'intéresse à des questions d'ordre anthropologique, psychanalytique et philosophique.

## Biographie
Après des études d’ethnologie et de philosophie, il fait une analyse. Dans les années 1990, il s'intéresse particulièrement à l’expérience de la vie dans la rue, de la mendicité et à l'accueil dans les centres d’hébergement d’urgence. Il exerce durant une quinzaine d'années comme consultant au centre d’accueil et de soins hospitaliers (CASH) de Nanterre.

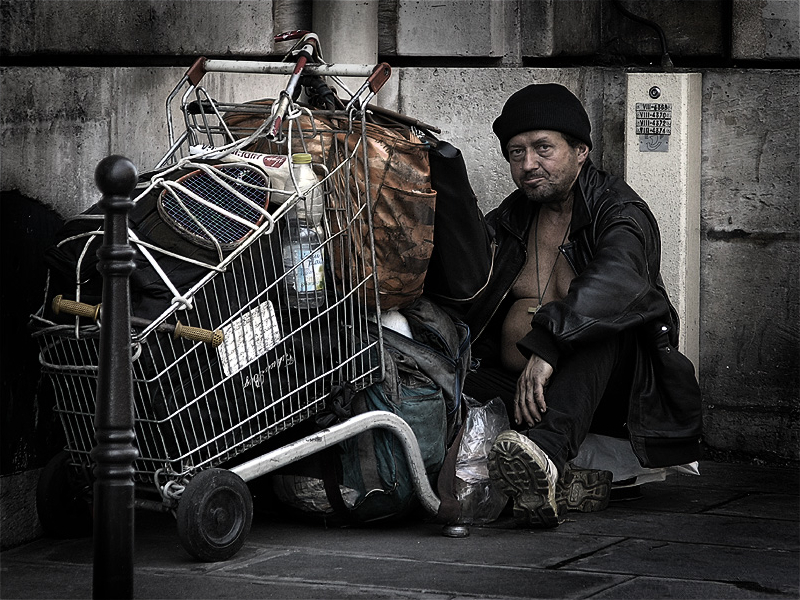
Personne sans abri dans les rues de Paris.

En 2001, il publie, en lien avec son expérience sur les questions de l’accueil d’urgence, de la grande marginalisation, Les Naufragés - Avec les clochards de Paris,. Le journaliste du journal Le Monde, Yves Mamou, dans son article « Voyage aux limites de la raison sociale » qualifie l'ouvrage comme un OLNI (objet littéraire non identifié). Le Sang nouveau est arrivé évoque quant à lui l'univers des « clochards » qui lui semblent porteurs « d’une pathologie psychiatrique spécifique », il y dénonce ce qu'il estime être « la cécité » de la société vis-à-vis des personnes sans-abri. Ce point de vue et sa démarche méthodologique seront discutés en 2023 par l'anthropologue Patrick Gaboriau.
Il publie ensuite plusieurs livres, des nouvelles, Garanti sans moraline (Flammarion, 2004) et des contes pour enfants, Arthur, hippopotame et autres histoires….
Il est collaborateur ponctuel de revues, Les Temps Modernes et Esprit, il a également publié plusieurs articles dans le journal Le Monde, et dans le magazine Philosophie et prend des positions en faveur de l’athéisme[réf. souhaitée].
En avril 2012, il annonce que, depuis 6 ans, il a une tumeur au cerveau inopérable. Il publie un roman autobiographique où il évoque sa tumeur au cerveau (Socrate dans la nuit). Opéré, il continue à écrire et rédige un nouveau roman Crâne,, véritable « mémento mori ».

## Œuvres
- Patrick Declerck, Les naufragés : Avec les clochards de Paris, Paris, Plon, coll. « Terre Humaine », 2001, 468 p. (ISBN 9782259183871)
- Patrick Declerck, Garanti sans moraline, Paris, Flammarion, 2004, 272 p. (ISBN 9782080685650)
- Patrick Declerck, Arthur, hippopotame de course et autres histoires, Paris, Plon, 2004, 183 p. (ISBN 2259197361)
- Patrick Declerck, Le sang nouveau est arrivé : L'horreur SDF, Paris, Gallimard, 2005, 96 p. (ISBN 2070774619)
- Patrick Declerck, Socrate dans la nuit, Paris, Gallimard, 2008, 256 p. (ISBN 9782070781102)
- Patrick Declerck, Démons me turlupinant, Paris, Gallimard, 2012, 272 p. (ISBN 9782070128297)

- Prix Victor Rossel 2012,
- Patrick Declerck, Crâne, Paris, Gallimard, 2016, 160 p. (ISBN 9782070126996)
- Patrick Declerck, Sniper en Arizona, Paris, Buchet-Chastel, 2022, 384 p. (ISBN 978-2-283-03619-8).

## Articles
- « “Je défends profondément la mendicité” », Le 1, no 128 : « Salauds de pauvres »,‎ 2 novembre 2016 (lire en ligne)[17].